# Seles (Angola)
Seles ist eine Stadt im Westen Angolas. Der Ort hieß bis zur Unabhängigkeit von Portugal 1975 Vila Nova de Seles.

## Verwaltung
Seles ist Sitz eines gleichnamigen Kreises (Municipio) in der Provinz Cuanza Sul. Die Nachbarkreise sind, im Uhrzeigersinn im Norden beginnend: Conda, Cela, Cassongue und Sumbe.
Der Kreis besteht aus drei Gemeinden (Comunas):
- Amboiva
- Botera (auch Catanda)
- Seles (auch Uku Seles)

Insgesamt leben im Kreis Seles etwa 120.000 Menschen (Schätzungen 2013), aufgeteilt auf 16 städtische Ortsteile (Bairros), 248 Dörfer (Aldeias) und 19 kleinere Ortschaften (Povoações). Die Volkszählung 2014 soll fortan gesicherte Bevölkerungsdaten liefern.

## Söhne und Töchter der Stadt
- José Manuel Garcia Cordeiro (* 1967), portugiesischer Geistlicher, Erzbischof von Braga